# Beskid (826 m)
Beskid (826 m) – szczyt w Paśmie Łamanej Skały w Beskidzie Małym, pomiędzy Przełęczą Zakocierską (801 m) a Przełęczą na Przykrej (757 m). Przebiega przez niego główny grzbiet Beskidu Małego. Północne stoki opadają do doliny Pracicy w miejscowości Rzyki, południowe do doliny Kocierki. W południowo-zachodnim kierunku z grzbietu między szczytem Beskidu a Przełęczą Zakocierską w widły dwóch dopływów Kocierzanki opada krótki grzbiecik ze szczytem Sołówka.
Beskid to niewybitne tylko wzniesienie w grzbiecie. Szczyt i grzbietowe partie porasta las bukowy. W lesie na południowych stokach znajduje się bardzo charakterystyczna skała z otworem o nazwie Zbójeckie Okno. Na południowych stokach są też polany, na których znajdują się należące do miejscowości Ślemień przysiółki Zakocierz, Słonków, Suwor. Były to osady typu zarębek, obecnie jednak nie uprawia się już tutaj ziemi, domy zostały opuszczone lub zamienione na domki letniskowe. Na przysiółku Zakocierz dom i zabudowania gospodarcze zamienione zostały na schronisko turystyczne Chatka pod Potrójną. Na należących do miejscowości Rzyki stokach północnych znajduje się Ski Centrum Czarny Groń w Rzykach.
Grzbietem Beskidu biegnie granica między wsiami Ślemień w województwie śląskim (stok południowy) i Rzyki w województwie małopolskim (stok północny).
Szlaki turystyczne
 Targanice – Jawornica – Potrójna – Przełęcz Zakocierska – Chatka pod Potrójną – Przełęcz na Przykrej – Łamana Skała – Anula – Rzyki-Pracica.